# Argentinomyces naviculisporus
Argentinomyces naviculisporus är en svampart som beskrevs av N.I. Peña & Aramb. 1997. Argentinomyces naviculisporus ingår i släktet Argentinomyces, klassen Sordariomycetes, divisionen sporsäcksvampar och riket svampar.  Inga underarter finns listade i Catalogue of Life.